# Dama s popugajem
Dama s popugajem (russisk: Дама с попугаем) er en sovjetisk spillefilm fra 1988 af Andrej Pratjenko.

## Medvirkende
- Aleksej Zjarkov som Sergej Aleksejevitj Zverev
- Svetlana Smirnova som Jelena Ivanovna Stepantsova
- Dmitrij Kopp som Aleksej Stepantsov
- Marija Vinogradova
- Stanislav Sadalskij som Gennadij Fedorov